# Keijo Helmer Kuusela
Keijo Helmer Kuusela (1921. – 1984.) je bivši finski hokejaš na travi i hokejaš na ledu.
Na hokejaškom turniru na Olimpijskim igrama 1952. u Helsinkiju je igrao za Finsku, koja je ispala u četvrtzavršnici. 
Na hokejaškom turniru na Olimpijskim igrama 1952. u Oslu je igrao za Finsku, koja je zauzela 7. mjesto. 

## Vanjske poveznice
- Profil na Sports Reference.com  Arhivirana inačica izvorne stranice od 3. rujna 2011. (Wayback Machine)